# خياركال (تشين)
خياركال (بالفارسية: خیارکال) هي قرية تقع في إيران في قسم تشین الريفي. يقدر عدد سكانها بـ 39 نسمة .